# Beilerstroom
De Beilerstroom is een gekanaliseerd Nederlands riviertje dat ontspringt op het Drents Plateau en dat in Meppel uitmondt in het Meppelerdiep.

## Geografie
De Beilerstroom heeft zijn oorsprong op het Drents Plateau tussen Orvelte en Westerbork. Bij Westerbork heet het riviertje de Westerborker stroom en vervolgens krijgt het voor Beilen de naam Beilerstroom. In de buurt van Dwingeloo wordt de naam de Dwingelerstroom gebruikt. Het riviertje buigt ten zuiden van Dieverbrug naar het zuiden en heeft dan als naam de Oude Vaart of de Oude Smildervaart.
De stroom mondt bij De Kaap uit in het Meppelerdiep. Op dezelfde plaats komen ook de Drentsche Hoofdvaart, de Wold Aa, de Reest en de Hoogeveense Vaart samen in het Meppelerdiep.

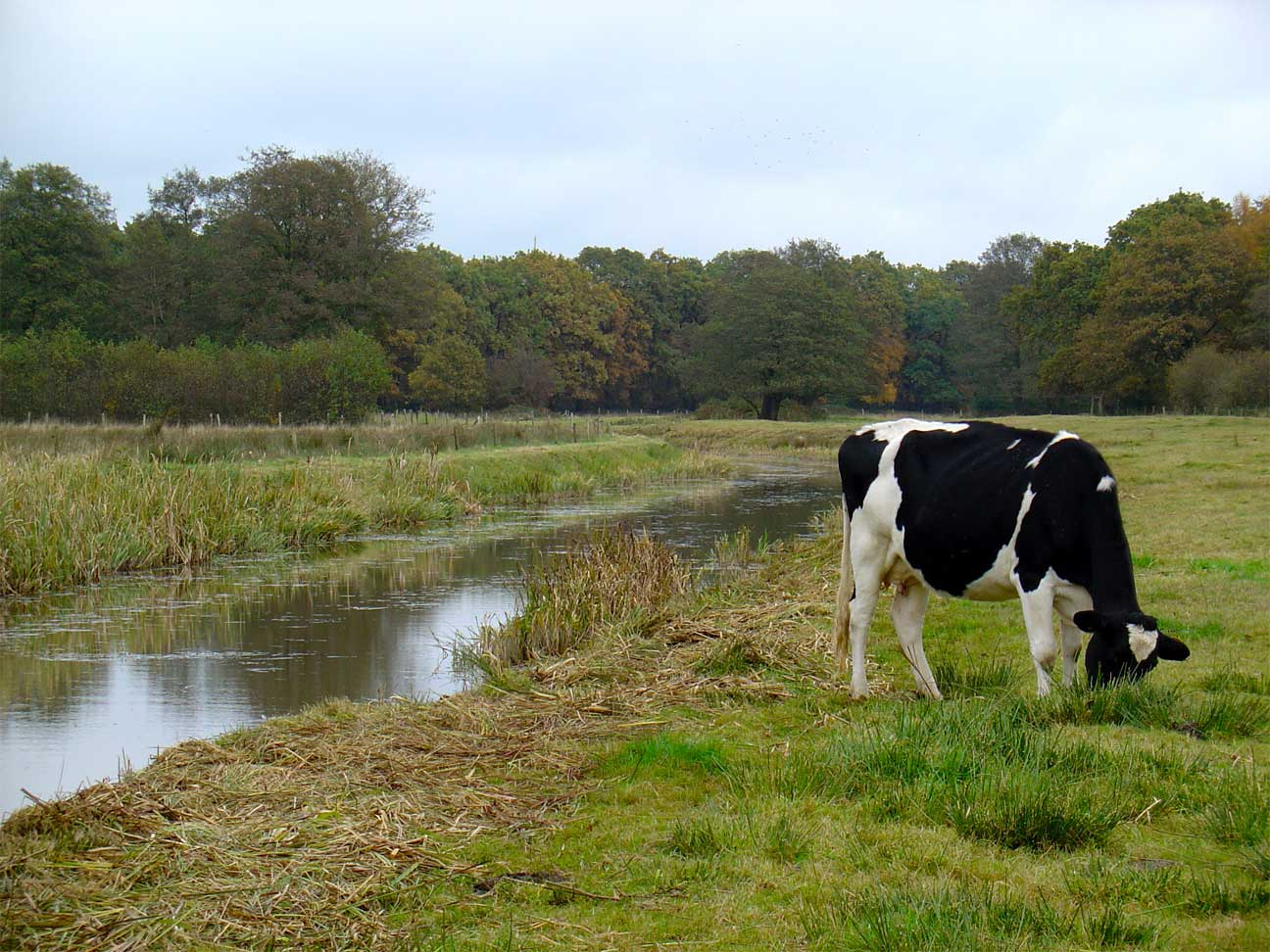
Westerborkerstroom ten noorden van Westerbork
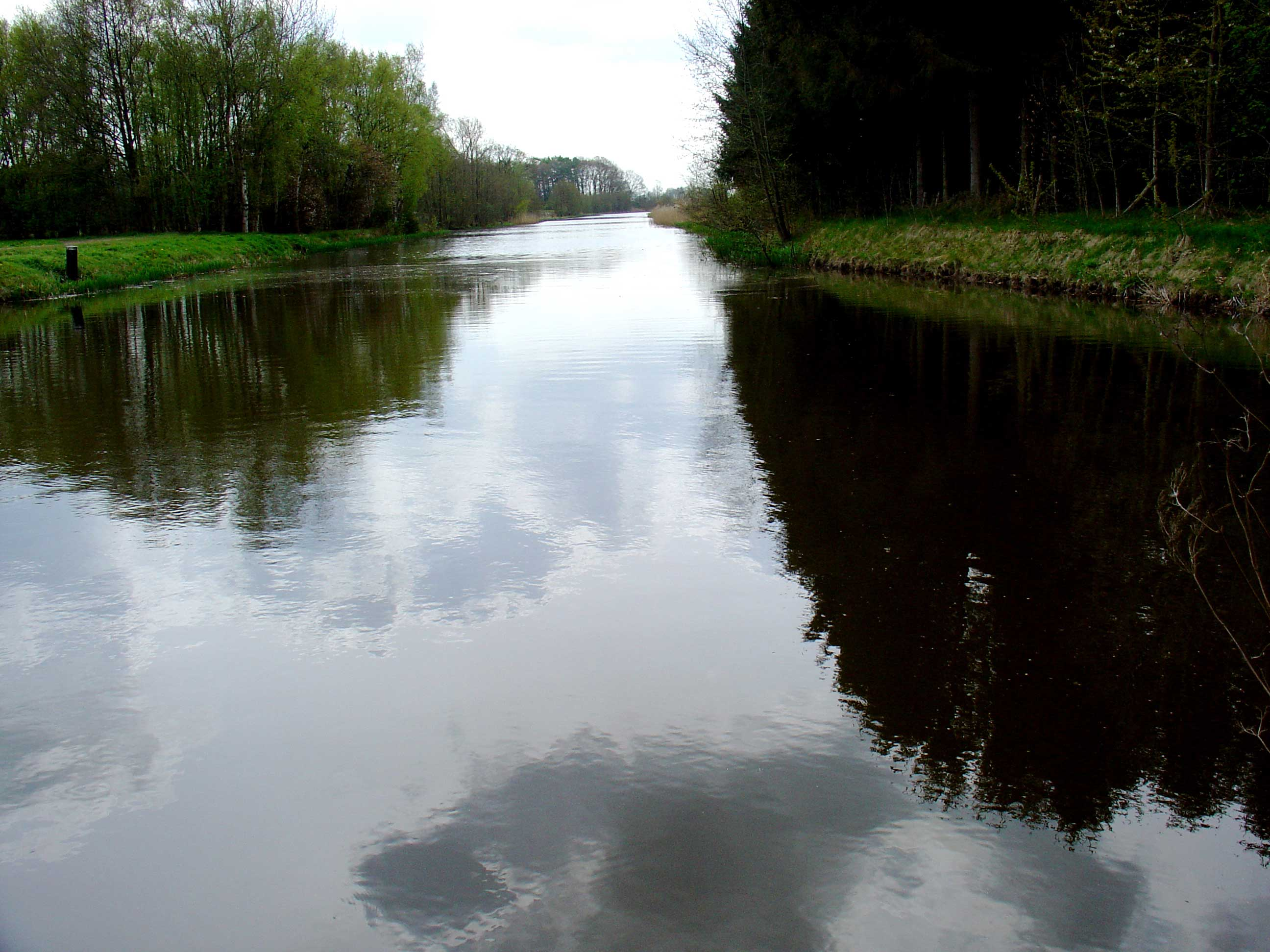
De Oude Vaart ter hoogte van Uffelte